# Priscilla Bright McLaren

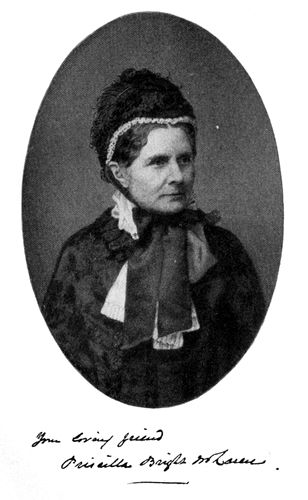
Priscilla Bright McLaren

Priscilla Bright McLaren (geboren 8. September 1815 in Rochdale, Lancashire; gestorben 5. November 1906 in Edinburgh) war eine britische Aktivistin, die in der Anti-Sklaverei-Bewegung tätig war und diese im 19. Jahrhundert mit der Frauenwahlrechtsbewegung verknüpfte. Sie war ein Mitglied der „Edinburgh Ladies’ Emancipation Society“ und wurde nach ihrem Tätigkeit als Vorstandsmitglied die Präsidentin der „Edinburgh Women’s Suffrage Society“.

## Leben
Sie wurde als Priscilla Bright in Rochdale, Lancashire, geboren. Sie stammte aus einer Quäker-Familie, die viel von der Bildung ihrer weiblichen Mitglieder hielt. Ihr Vater, Jacob Bright, hatte sich vom Weber über den Beruf Buchhalter zum wohlhabenden Baumwollfabrikanten emporgearbeitet. Seine politischen Einstellungen blieben radikal und er gab seine Bestreben zum Aktivismus an seine Kinder weiter. Deren Mutter Martha nahm in gleichem Maße Anteil am Geschäft ihres Ehemannes und gründete „Essay Societies“ und „Debating Clubs“ für ihre Kinder. Diese Fähigkeiten, mit einem Publikum richtig umzugehen, wurden später von ihren Töchtern Margaret and Priscilla gut umgesetzt und auch vom berühmtesten der Bright-Söhne genutzt, dem radikalen Unterhausabgeordneten John Bright.
Priscilla führte den Haushalt für ihren Bruder John und kümmerte sich auch um ihre Nichte Helen Bright Clark. Sie glaubte, dass sie ihre eigene Chance auf eine Familie verpasst habe; aber als John sich wieder verheiratete, akzeptierte Priscilla den Heiratsantrag eines Verehrers, den sie schon zweimal abgewiesen hatte. Duncan McLaren war ein doppelt verwitweter Edinburgher Kaufmann. Er war beträchtlich älter als Priscilla, die die Stiefmutter seiner fünf Kinder wurde. Zur Strafe für die Annahme des dritten Antrags wurde Priscilla von der „Society of Friends“ (so nennen sich die Quäker) ausgeschlossen. Zum größten Teil schertte sie sich darum nicht, denn sie fuhr fort, die Treffen der Quäker zu besuchen.
Duncan baute sich eine politische Karriere auf, zuerst als „Alderman“ (Beigeordneter oder Stadtrat), dann als „Lord Provost“ (Bürgermeister oder Vorsteher) und schließlich als liberales Mitglied des Parlaments im Jahr 1865. Sie arbeiteten bei vielen Kampagnen zusammen, was viele Zeitgenossen als „gleichberechtigte Partnerschaft“ beschrieben. Zusammen hatten sie drei weitere Kinder und lebten zusammen im Newington House.

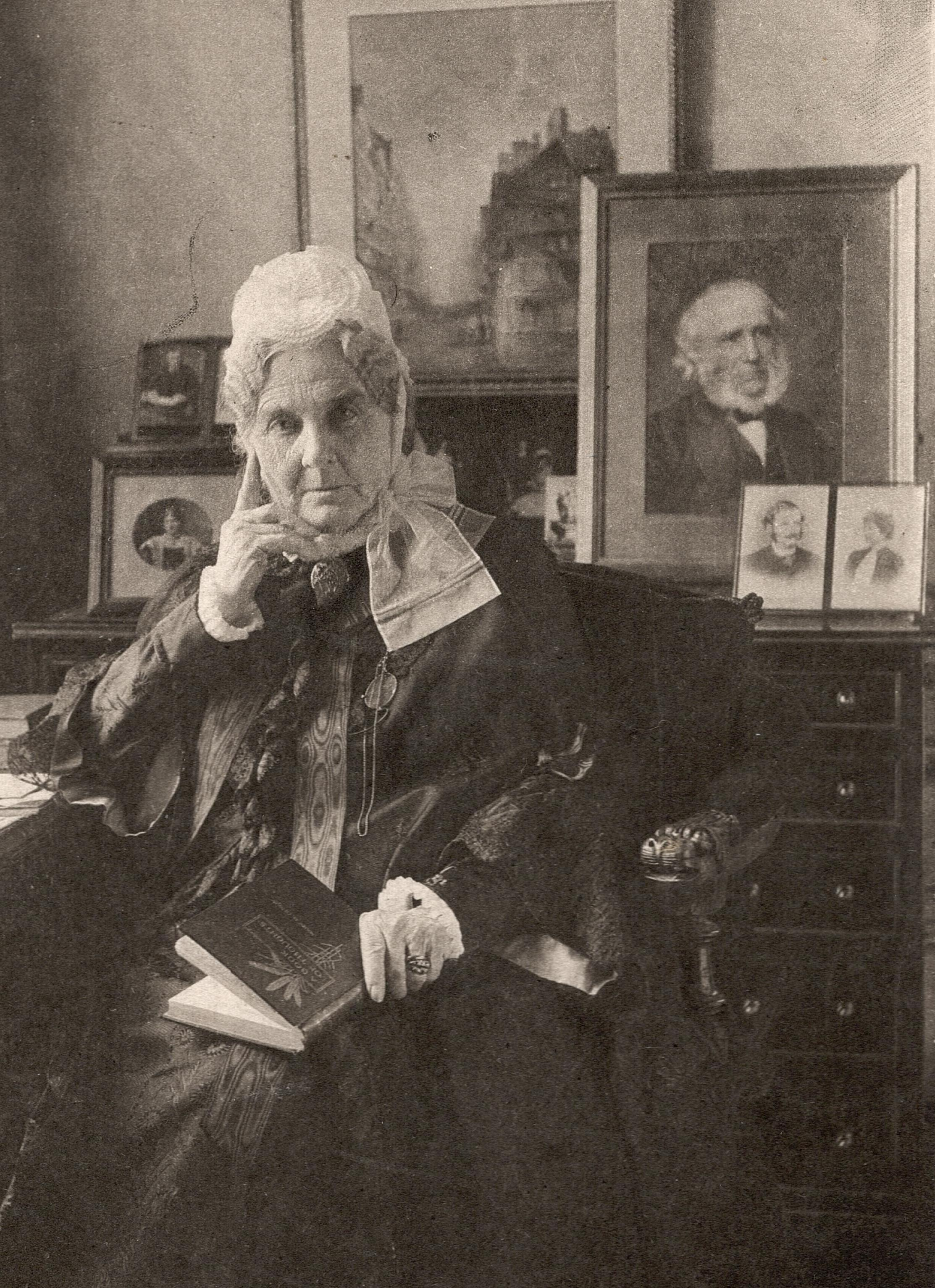
Priscilla Bright McLaren im Alter

Als die „Ladies’ Emancipation Society“ aufgelöst wurde, begründeten Eliza Wigham, Jane Smeal und einige ihrer Freundinnen die Edinburgher Untergruppe der National Society of Women’s Suffrage. Eliza Wigham and McLarens Stieftochter Agnes McLaren wurden die Sekretärinnen. Priscilla McLaren war die Präsidentin und Elizabeth Pease Nichol war die Schatzmeisterin.
McLaren starb in Edinburgh am 5. November 1906, kurz nachdem sie die Suffragetten, die wegen ihrer Militanz eingesperrt worden waren, schriftlich unterstützt hatte. Sie wurde neben ihrem Ehemann im St Cuthbert’s Kirkyard, Edinburgh, bestattet.

## Erbe und Würdigung
- Vier Frauen, die eng mit Edinburgh verbunden waren, waren der Gegenstand einer Kampagne von Edinburgher Historikern. Die Gruppe beabsichtigte, Priscilla Bright McLaren, Elizabeth Pease Nichol, Eliza Wigham und Jane Smeal – den „vergessenen Heldinnen“ der Stadt – öffentliche Anerkennung zukommen zu lassen.[6]
- Ihr Name und ihr Bild (und jene von 58 anderen Unterstützen des Frauenwahlrechts) sind auf dem Sockel der Millicent-Fawcett-Statue auf dem Parliament Square, London, eingraviert, die Ende 2018 enthüllt worden ist.[7][8][9]